# Продан Таїсія Григорівна
Таїсія Григорівна Продан (22 жовтня 1922, хутір Великий Лог, Донська область — 2002, Великий Лог, Ростовська область) — колгоспниця, Герой Соціалістичної Праці (1951).

## Біографія
Народилася 22 жовтня 1922 року в робітничій родині на хуторі Великий Лог, Донська область (сьогодні — Аксайський район Ростовської області). Закінчивши в 1939 році восьмирічну школу, вступила в Ростовський кооперативний технікум, де навчалася з 1940 по 1941 рік. Під час Другої світової війни проживала на хуторі Куберле Пролетарського району (сьогодні — селище Красноармійський). Працювала рядовою робочою у виноградарській ланці винрадгоспу «Реконструктор» Аксайського. Пізніше призначена ланковою.
У 1950 році ланка під керівництвом Таїсії Продан зібрала з ділянки площею 7 гектарів 101,3 центнера шампанських сортів винограду. За доблесну працю удостоєна в 1951 році звання Героя Соціалістичної Праці.
Брала участь у всесоюзній виставці ВДНГ.
Після виходу на пенсію проживала в рідному хуторі Великий Лог. Померла в 2002 році.

## Нагороди
- Герой Соціалістичної Праці — указом Президії Верховної Ради СРСР від 1 листопада 1951 року;
- Орден Леніна (1951);
- Орден «Знак Пошани»;
- Срібна та бронзова медалі ВДНГ.